# 小高和剛
小高和剛（日语：／ Kodaka Kazutaka，1978年7月8日—），日本遊戲製作人、作家。曾隸屬於Spike Chunsoft；於2017年跟打越鋼太郎、小松崎類、高田雅史等人一起創立Tookyo Games。代表作為槍彈辯駁系列。2020年6月推出新作《終結降臨》。2023年6月30日推出新作《超偵探事件簿 霧雨謎宮》。

## 作品

### 遊戲
- CLOCK TOWER 3（2002年12月12日、Capcom、PS2）影像助理導演
- 偵探 神宮寺三郎系列（手機APP版、KONAMI）劇本
- 暴走卡車傳說 BLACK（2008年3月20日、Spike、DS）劇本
- 名偵探柯南&金田一少年之事件簿 兩大名偵探的相逢（2009年2月5日、萬代南夢宮娛樂、DS）劇本
- 槍彈辯駁系列（Spike（第一代）/Spike Chunsoft（第二代以後））企劃、劇本
  - 槍彈辯駁 希望學園與絕望高中生（2010年11月25日、PSP）
  - 超級槍彈辯駁2 再會了絕望學園（2012年7月26日、PSP）
    - 槍彈辯駁 1･2 Reload（2013年10月10日、PS Vita / 2017年5月18日、PS4）

  - 絕對絕望少女 槍彈辯駁Another Episode（2014年9月25日、PS Vita）
  - 新槍彈辯駁V3 大家的自相殘殺新學期（2017年1月12日、PS4 / PS Vita）
- 諸神黃昏學園（Square Enix）世界觀・劇本設定
- 終結降臨（2020年6月25日、iOS・Android・NS / 2020年11月12日、PS4・PC）遊戲製作總監・劇本
- World's End Club（2020年9月4日）創意總監[2]
- 超偵探事件簿 霧雨謎宮（2023年6月30日、NS）劇本
- 百日戰紀 -最終防衛學園-（2025年4月24日、NS・PC）劇本

### 小說
- 偵探 神宮寺三郎 新宿的亡靈（2006年11月24日、GOMA-BOOKS【上下巻】）
- 偵探 神宮寺三郎 光明的未來（2007年2月13日、GOMA-BOOKS）
- 槍彈辯駁／零（2011年9月16日～10月14日、星海社【上下巻】）

### 動畫
- 槍彈辯駁 希望學園與絕望高中生 The Animation（2013年7月4日～9月26日、TBS系列）剧本监修、主题歌「Never Say Never」「黑白熊音頭」作詞
- T寶的悲慘日常 夢幻篇（2015年）第11話「名偵探T寶、最後的事件」脚本
- 槍彈辯駁3 －The End of 希望峰學園－（2016年）劇本原案、總指揮
- 全員惡玉（2020年）故事原案[3]
- TRIBE NINE（2022年）原案[4]

## 外部連結
- 小高和剛的X（前Twitter）
- 小高和剛的哔哩哔哩个人空间
- 小高和剛的新浪微博